# Центральний Секотонг
Центральний Секото́нг (індонез. Sekotong Tengah) — один з 10 районів округу Західний Ломбок провінції Західна Південно-Східна Нуса у складі Індонезії. Розташований у південно-західній частині. Адміністративний центр — село Секотонг-Тенгах.
Населення — 57476 осіб (2012; 56230 в 2010).

## Адміністративний поділ
До складу району входять 6 сіл:
| Населений пункт       | Населення, осіб (2010) |
| --------------------- | ---------------------- |
| Бату-Путіх, село      | 6372                   |
| Бувун-Мас, село       | 11951                  |
| Кедаро, село          | 5646                   |
| Пеланган, село        | 8472                   |
| Секотонг-Барат, село  | 8631                   |
| Секотонг-Тенгах, село | 15158                  |